# Мексиканская черепаха
Мексиканская черепаха, или табаскская черепаха (Dermatemys mawii) — единственный современный представитель семейства мексиканские черепахи (Dermatemydidae).
Крупное животное, с овальным панцирем длиной до 40 см. Голова небольшая, с заострённой вытянутой мордой, может полностью втягиваться под панцирь. Лапы снабжены плавательными перепонками.
Обитает в реках и озёрах Восточной Мексики, Белиза и Гватемалы.
Сообщения о находках её в Гондурасе, по-видимому, ошибочны.
В Гватемале её ловят и употребляют в пищу.